# Parc Nacional dels Alps Minami
Parc Nacional dels Alps Minami (南アルプス国立公園, Minami Arupusu Kokuritsu Kōen) o Parc Nacional dels Alps del Sud (minami vol dir sud en japonès) és un parc nacional a les Muntanyes Akaishi, Chūbu, illa de Honshū, del Japó.

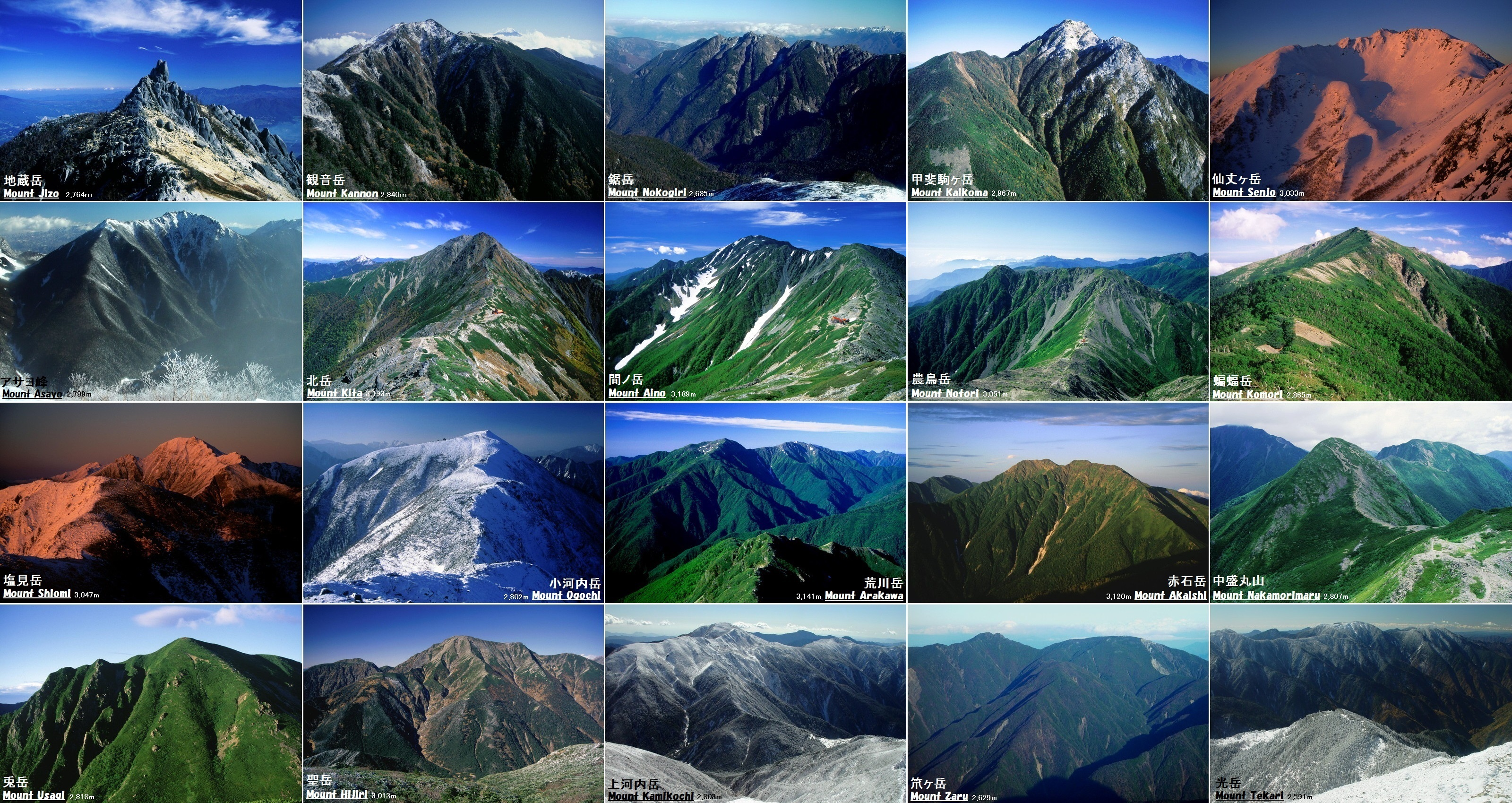
Pics del Parc Nacional

El parc nacional va ser establert l'1 de juny de 1964. S'estén al llarg de la frontera de les prefectures de Shizuoka, Yamanashi i Nagano sobre una longitud de 55 quilòmetres, i una amplada màxima de 18 quilòmetres, cobrint una àrea total de 358 quilòmetres quadrats.
El parc és una regió molt muntanyosa, centrada a les muntanyes Akaishi amb diversos cims per damunt dels 3000 metres d'alçada, incloent-hi el Kita-dake, Koma-ga-take, Senjō-ga-take i Akaishi-dake.
El parc també protegeix la font dels rius Fuji, Ōi i Tenryū.
La flora del parc inclou extenses superfícies de faig japonès, pi de pedra japonesa i pícees. La fauna més gran és el serau del Japó (kamoshika) i espècies d'aus destacades com la perdiu blanca. Altra fauna gran inclou l'ós negre asiàtic, el senglar i el cérvol Sika.
El parc té facilitats públiques mínimes i l'única forma de recórrer-lo és fent muntanyisme.